# Barbara Roymans
Barbara Roymans (sinh ngày 7 tháng 6 năm 1997) là một trợ lý đường sắt, Hoa hậu người Bỉ. Cô đăng quang Hoa hậu Trái Đất Bỉ 2023.
Với danh hiệu đạt được, Barbana sẽ đại diện Bỉ thi đấu tại Hoa hậu Trái Đất 2023 diễn ra ở Nha Trang, Khánh Hòa, Việt Nam. Cô sẽ trải qua khóa huấn luyện đặc biệt ở Philippines, tại Kagandahang Flores Beauty Pageant Camp dưới sự hướng dẫn của Rodgil Flores.